# أحمد زنده روح
أحمد زنده روح (بالفارسية: احمد زنده‌روح) هو لاعب كرة قدم إيراني. حضر احمد زنده روح خلال مسيرته الرياضية في عدة فرق ومنها فريق ميس كيرمان لكرة القدم الإيراني.